# غريتا برلين
غريتا برلين (بالإنجليزية: Greta Berlin)‏ هي ناشطة حقوق الإنسان أمريكية، ولدت في 6 أبريل 1941 في ديترويت في الولايات المتحدة.